# Gaétan Soucy
Pour les articles homonymes, voir Soucy.
Œuvres principales
- L'Immaculée conception (1994)
- La Petite Fille qui aimait trop les allumettes (1998)
- Music-Hall ! (2002)

Gaétan Soucy (Montréal, 21 octobre 1958 – Montréal, 9 juillet 2013) est un écrivain et professeur de philosophie québécois.

## Biographie

### Formation et enseignement
Gaétan Soucy entreprend des études scientifiques à l'université de Montréal avant d'obtenir un baccalauréat en lettres et une maîtrise en philosophie à l'université du Québec à Montréal. Il fait des études en littérature à l'université McGill, puis étudie la langue japonaise et voyage au Japon dans les années 1990,.
Soucy enseigne ensuite la philosophie au cégep Édouard-Montpetit à Longueuil et est chargé de cours à l'université du Québec,.
Il meurt d'une crise cardiaque le 9 juillet 2013.

### Carrière littéraire
Le premier roman de Gaétan Soucy, L'Immaculée Conception, est édité en 1994 au Québec et est publié l'année suivante en France sous le titre 8 décembre par les éditions Climats. L'Acquittement, paru chez Boréal, reçoit en 1998 le grand prix du livre de Montréal,. La Petite Fille qui aimait trop les allumettes, son troisième roman, est traduit dans une vingtaine de langues et apporte à l'auteur une renommée internationale. Il figure sur la liste des ouvrages sélectionnés pour le prix Renaudot,. En 1999, le prix Ringuet et le prix du grand public du Salon du livre de Montréal - La Presse lui sont décernés,.
Music-Hall! paraît au Québec chez Boréal et en France aux éditions du Seuil, qui ont publié L'Acquittement sur le marché français l'année précédente. En 2003, il reçoit le prix des libraires du Québec, le prix Jean-Hamelin et le grand prix de littérature française hors de France (prix Nessim-Habif). Soucy est également l'auteur d'une pièce, Catoblépas, jouée en France par le théâtre de la Colline, et de la nouvelle L'Angoisse du héron, parue en 2005,.

## Thèmes
Gaétan Soucy se distingue par sa recherche stylistique, ainsi que par ses thèmes récurrents : la gémellité, le corps mutilé, le parent cruel, l'enfant supplicié, le remords, le pardon et l'âme errante à la recherche d'amour.

## Œuvre

### Romans
- L'Immaculée Conception, Boréal, 1994, roman  (ISBN 2-9803-1721-7)2e édition : Boréal, 1999
(en) Immaculate Conception, House of Anansi Press, 2005  (ISBN 0-8878-4736-6)
Repris en France aux éditions Climats
- L'Acquittement, Boréal, 1997, roman  (ISBN 978-2-7646-0068-9)2e édition : Boréal, 2000
(en) Atonement, House of Anansi Press, 1999  (ISBN 0-8878-4641-6)
- La Petite Fille qui aimait trop les allumettes, Boréal, 1998, roman  (ISBN 2-8905-2913-4, 2-0203-8671-2 et 2-7646-0023-2)2e édition : Boréal, 2000 ; Seuil, 2000
(en) The little girl who was too fond of matches,  House of Anansi Press, 2000  (ISBN 0-8878-4655-6)
(de) Das Mädchen, das die Streichhölzer zu sehr liebte, Picus Verlag, 2001  (ISBN 3-8545-2447-1)
(nl) Het meisje dat te veel van lucifers hield, Em Querido's Uitgeverij BV, 2002  (ISBN 9-0214-8221-5)
- Music-Hall !, Boréal, 2002, roman  (ISBN 2-7646-0196-4 et 2-0203-8752-2)Repris la même année à Paris aux éditions du Seuil  (ISBN 2-02-038752-2)

### Nouvelles
- L'Angoisse du héron, Le lézard amoureux, 2005, nouvelle  (ISBN 2-923398-02-5 et 978-2-923398-02-0)
- N'oublie pas, s'il te plaît, que je t'aime, Notabilia, 2014, nouvelle  (ISBN 978-2-88250-330-5)Avec la participation de Suzanne Côté-Martin, Pierre Jourde, Catherine Mavrikakis et Sylvain Trudel.

### Théâtre
- Catoblépas, Boréal, 2001, théâtre  (ISBN 2-7646-0116-6 et 978-2-7646-0106-8)

Mise en scène par Denis Marleau. Créée par UBU compagnie de création en coproduction avec le Théâtre français du Centre national des Arts et le Festival de théâtre des Amériques. Jouée au Théâtre d'Aujourd'hui du 11 septembre au 6 octobre 2001 et au Théâtre de la Colline, Paris, du 9 novembre au 16 décembre.
- Das Mädchen (La Fille), 2006

Mise en scène par Erick Aufderheyde. Créée à Berlin par le Theater zum westlichen Stadthirschen.

## Honneurs
- 1998 : grand prix du livre de Montréal, pour L'Acquittement
- 1999 : prix Ringuet, pour La Petite Fille qui aimait trop les allumettes
- 1999 : prix du grand public du Salon du livre de Montréal - La Presse, pour La Petite Fille qui aimait trop les allumettes
- 2003 : prix des libraires du Québec, pour Music-Hall !
- 2003 : prix Jean-Hamelin (prix France-Québec), pour Music-Hall !
- 2003 : prix Nessim-Habif, pour l'ensemble de son œuvre
- 2004 : Médaille de l'Assemblée nationale[11]

## Adaptation cinématographique
- 2017 : La Petite Fille qui aimait trop les allumettes, film québécois réalisé par Simon Lavoie, adaptation du roman éponyme
- 2023 : L'Angoisse du héron, film québécois réalisé par Matthieu Brouillard, adaptation de la nouvelle éponyme[12].